# Trumpchi M6
Trumpchi M6 (до 2020 года GM6, на внешних рынках GAC GN6) — минивэн, выпускаемый компанией GAC Group под брендом Trumpchi с 2018 года.

## Описание
Автомобиль Trumpchi M6 впервые был представлен на Пекинском автосалоне 2018. После GAC GM8, это второй минивэн компании GAC Group. На китайский рынок модель поступает с первого квартала 2019 года по ценам от 109800 до 159800 юаней.

За всю историю производства автомобиль оснащается рядным четырёхцилиндровым двигателем внутреннего сгорания объёмом 1,5 литра 4A15J1 мощностью 171 л. с. (126 кВт) и крутящим моментом 265 Н·м. Расход топлива составляет от 7,3 до 7,4 л за 100 км. В сентябре 2020 года после рестайлинга автомобиль стал называться GAC GN6. На российском рынке модель официально не продаётся.

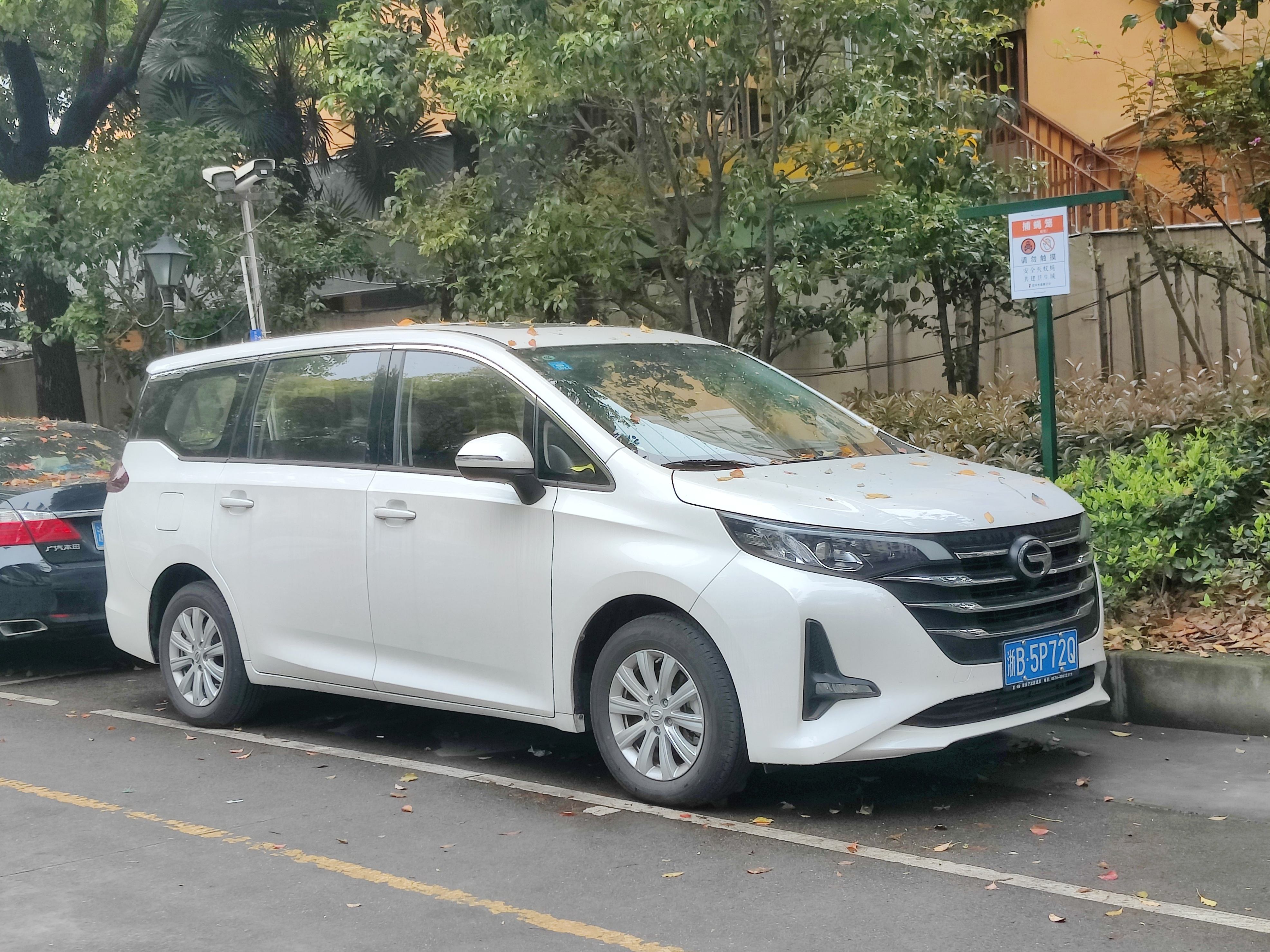
Вид спереди
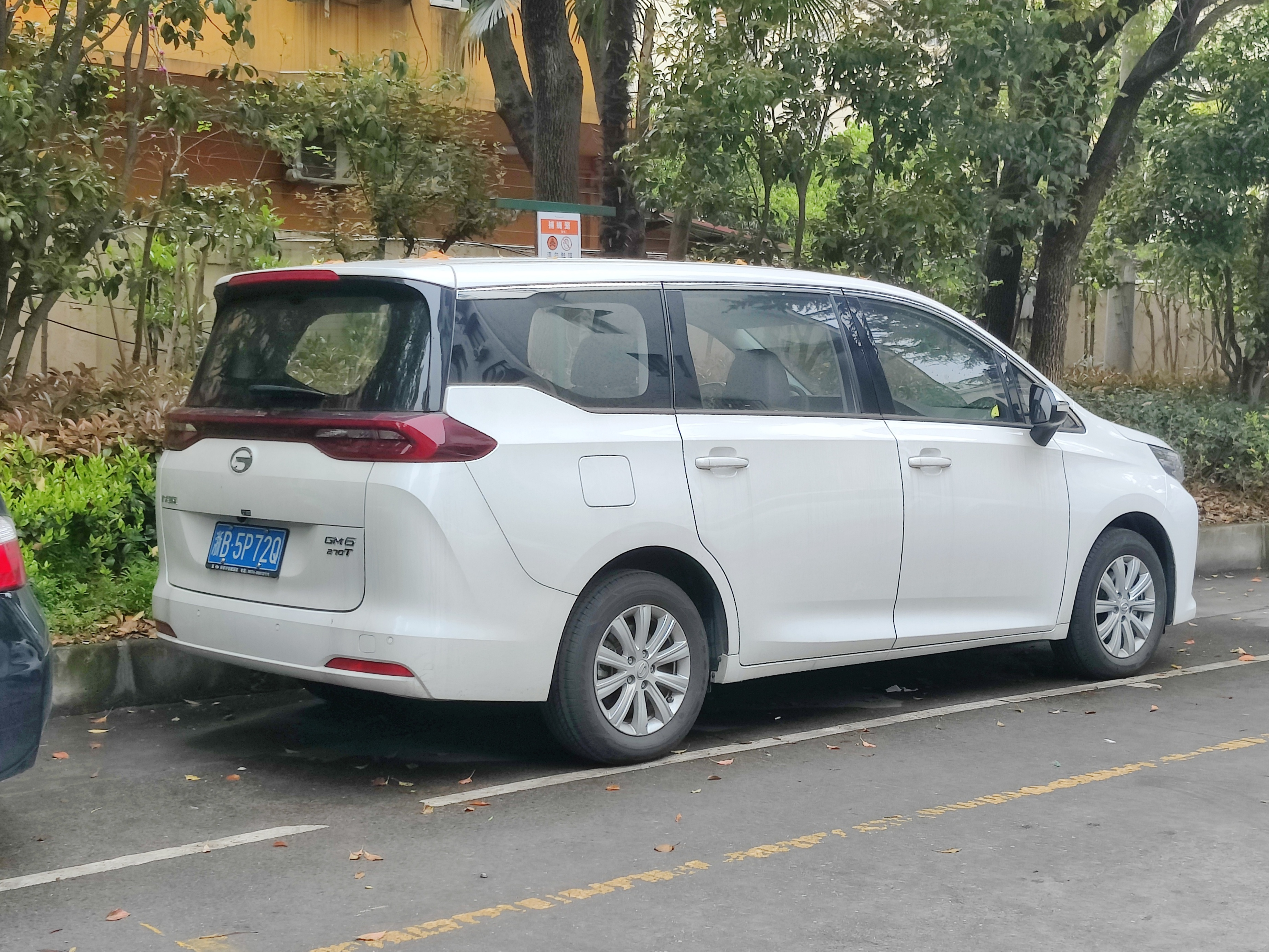
Вид сзади

### Trumpchi M6 Pro
В 2021 году после модернизации передней части автомобиль GAC GN6 получил название Trumpchi M6 Pro. Конкурентом является Mercedes-Benz V-класс.

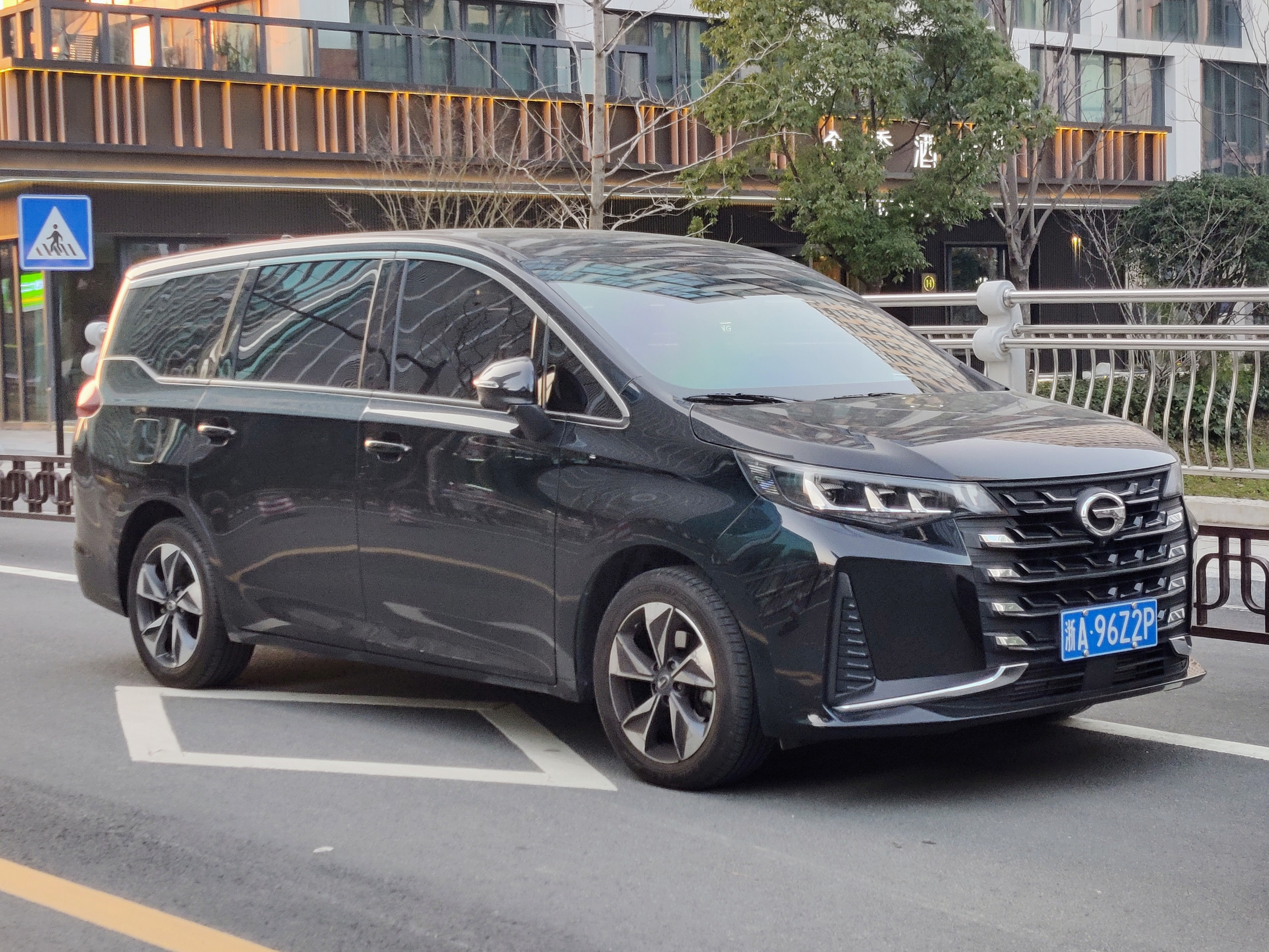
Вид спереди
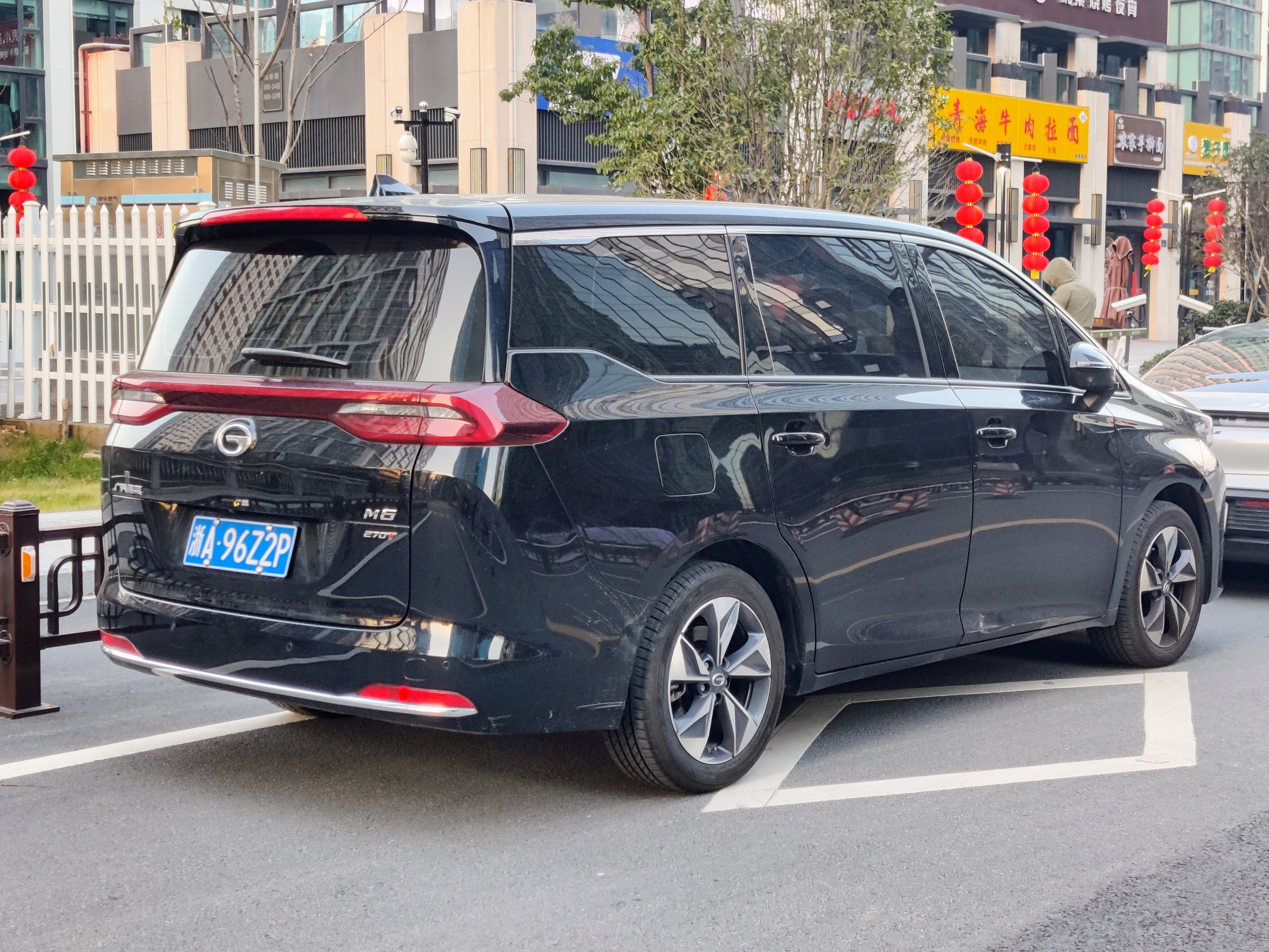
Вид сзади